# Svenska Österbottens Ungdomsförbund
Svenska Österbottens Ungdomsförbund (SÖU) är en centralorganisation för över 100 ungdomsföreningar i svenska Österbotten, Finland. Förbundet grundades år 1906.

## Uppgift
Svenska Österbottens Ungdomsförbunds uppgift är att stödja och aktivera medlemsföreningarna och ungdomarna i Österbotten. SÖU bevakar medlemsföreningarnas intressen och fungerar som deras språkrör. 
Förbundet finns till som en hjälpande hand för medlemsföreningarna och skapar förutsättningar för en mångsidig och meningsfull verksamhet i föreningarna. Förbundet ordnar kurser och evenemang som medlemsföreningarna inbjuds att delta i. SÖU driver även en mängd samhällsnyttiga projekt som riktar sig till föreningarna, barn och ungdomar. Medlemsföreningarna spelar en viktig roll i det regionala kulturlivet och SÖU arbetar aktivt med kulturfrågor. 
SÖU är en politiskt obunden ideell organisation. SÖU är medlem i Finlands Svenska Ungdomsförbund som är ungdomsföreningsrörelsens centralorganisation i Svenskfinland.

## Bakgrund
Folkbildaren och nykterhetsmannen Johannes Klockars räknas som den finlandssvenska ungdomsrörelsens fader eftersom det var han som grundade den första ungdomsföreningen i Svenskfinland. Svenskfinlands första ungdomsförening grundades i Malax år 1888. Svenska Österbottens Ungdomsförbund grundades år 1906.

## Medlemmar
Medlemsföreningarna finns i hela svenska Österbotten från Karleby i norr till Kristinestad i söder. SÖU har i dagsläget 125 medlemsföreningar. Medlemsföreningar är ungdomsföreningar, föreningar som ordnar verksamhet för barn och unga samt föreningar med inriktning på kulturverksamhet. De 134 medlemsföreningar har tillsammans drygt 15 000 personmedlemmar. SÖU:s medlemmar är indelade i åtta geografiska ringar. Varje ring har en medlem och en suppleant i SÖU:s styrelse.

## Verksamhet
En stor del av SÖU:s verksamhet är projektbaserad. Kansliet finns i Vasa. 
SÖU ordnar årligen flera evenemang där medlemsföreningarna bjuds in att delta.

### Johannesgalan
Johannesgalan hade urpremiär på Föreningshusets dag den 27 september 1998 i Koskö. SÖU hade redan tidigare utsett årets förening men i och med Johannesgalan började SÖU dela ut priser i flera kategorier för att uppmärksamma personer, föreningar eller grupper som utmärkt sig under året. Galan och priserna har fått sitt namn efter Johannes Klockars, som var ungdomsrörelsens grundare i Finland. 
Kategorierna är årets förening, årets eldsjäl, årets veteran, årets talang och årets ungdom (år 2014). Allmänheten kan nominera personer och föreningar som de anser att ha gjort sig förtjänta av priset, och segrarna utses av en utomstående expertjury och av medlemsföreningarnas styrelser. Ungdomsföreningen som blir vald till årets förening står om möjligt värd för nästa års gala. Personalens pris delas också ut årligen.

### SÖU-Rock
SÖU-rock är en musikfestival som startade år 1977 och som återupptogs efter flera års paus år 2005. Festivalen har som syfte att erbjuda oetablerade österbottniska band en scen och en publik.  
Projektet Bandcamp genomförde SÖU-Rock i Fagerby folkpark i Rangsby, Närpes den 31 maj 2014. 

### Revykavalkaden
På Revykavalkaden kan man se höjdpunkter från de österbottniska revyerna. 

### Orkesterparaden
I mars 2014 återupplivades Orkesterparaden efter en paus på tio år. Evenemanget samlade femton band som spelade på tre scener. Innan orkestrarna började spela satte kunde man lyssna på en rad föreläsningar med angelägna teman för de österbottniska dansarrangörerna.

### Pidro
Pidro är ett mycket populärt kortspel i svenska Österbotten. Pidro är ett kortspel där två tvåpersonerlag spelar mot varandra. 
SÖU håller årligen i trådarna för en pidroturnering. Turneringen sker först inom de olika ringarna, och de områdesvisa segrarna gör upp om totalseger i en årlig pidrofinal.

## Tidning
Österbottniska Posten (ÖP) är Svenska Österbottens Ungdomsförbunds och dess medlemsföreningars språkrör. Tidningen ges ut i fyra  nummer per år och upplagan är 40 000.